# David Tukiçi
David Tukiçi lub David Tukiqi (ur. 27 czerwca 1956 w Szkodrze) – albańsko-włoski aktor, kompozytor i dyrygent.

## Życiorys
Karierę artystyczną rozpoczął już w wieku 4 lat, występując wraz z ojcem na scenie Teatru Opery i Baletu. W 1969 roku wygrał 8. edycję Festivali i Këngës oraz odegrał rolę Ilira w filmie Oddział partyzancki (Njësiti guerril). Kształcił się w zakresie kompozycji Wyższym Instytucie Sztuk w Tiranie.
W 1992 roku przeprowadził się do Włoch, gdzie studiował grę na fortepianie i kompozycję na jednej z włoskich akademii sztuk pięknych, następnie na École normale de musique de Paris kontynuował naukę z zakresu kompozycji i dyrygentury. Podczas prezydentury Oscara Luigiego Scalfaro otrzymał włoskie obywatelstwo, zamieszkał w Catanzaro. Wrócił jednak do Albanii, gdzie w 2010 roku rozpoczął pracę dyrygenta w tirańskim Teatrze Opery i Baletu, pracował następnie w Radio Televizioni Shqiptar.
W 2007 roku należał do jury w 46. edycji Festivali i Këngës. W 2017 roku wraz ze swoim bratem wziął udział w Festivali i Këngës 56.

## Wybrane utwory
- Rapsodi për violinë e orkestë[1]
- Sagapo, të dua[2]
- Variacione për piano solo mbi Bach-O sole mio[4]
- Suita Albanese (1995)[4]
- Koncerti për piano dhe orkestër nr. 2 (2000)[4]
- Lahuta tregon (2002)[4]

## Tytuły
W 2021 roku prezydent Albanii Ilir Meta uhonorował go tytułem Wielkiego Mistrza.
Został także uhonorowany tytułem honorowego obywatela Catanzaro.

## Życie prywatne
Jego ojcem był muzyk Ibrahim. Ma brata Genca.